# Tapoa-Barrage
Pour les articles homonymes, voir Tapoa.
Tapoa-Barrage est une commune rurale située dans le département de Diapaga de la province de la Tapoa dans la région de l'Est au Burkina Faso.

## Géographie
Tapoa-Barrage se trouve à moins d'un kilomètre au nord de Tapoa-Djerma, à 7 km au nord de Diapaga, le chef-lieu du département, et à environ 60 km au sud de Kantchari. Le village est traversé par la route nationale 19 et se situe en bordure orientale du lac de barrage – qui lui donne son nom – de la Tapoa (s'étendant sur 3 479 ha) construit sur la rivière éponyme intermittente.
Situé au sud-est du pays, à la jonction des zones naturelles protégées du parc du W s'étendant sur trois pays (Bénin, Burkina Faso et Niger), le village se trouve à une quinzaine de kilomètres du parc national du W auquel lui est associée la Zone de chasse de Tapoa-Djerma.

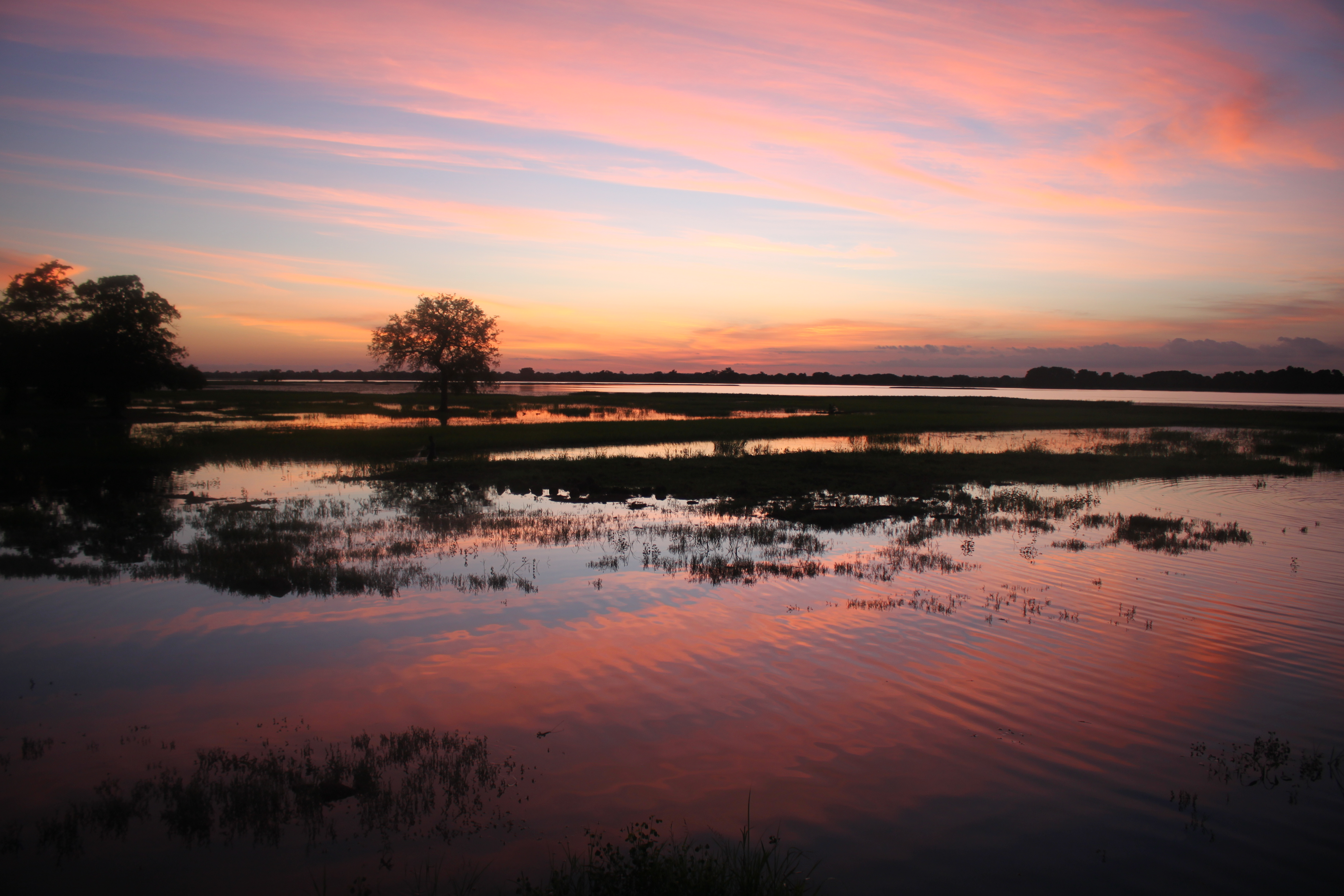
Crépuscule miroir

## Histoire
Comme son nom l'indique, le village est fondé lors de la construction en 1961 du barrage sur la Tapoa afin de réguler les étiages et les carences de la rivière qui ne coule que par intermittence lors des six mois de la saison humide (juin-décembre) et de développer des possibilités agricoles et halieutiques accrues dans la région. En juillet 2009, le lac de la Tapoa est classé comme site Ramsar.

## Économie
L'économie du village est liée à la pêche pratiquée sur le lac de Tapoa.

## Santé et éducation
Tout comme sa voisine Tapoa-Djerma, Tapoa-Barrage accueille également un centre de santé et de promotion sociale (CSPS). Les soins plus importants se font au centre médical avec antenne chirurgicale (CMA) de Diapaga.